# 桐本裕美子
桐本 裕美子（きりもと ゆみこ）は、日本のアニメーション美術監督である。スタジオ美峰所属。

## 主な美術監督作品

### テレビアニメ
- 金田一少年の事件簿R（2015年）美術監督
- デジモンユニバース アプリモンスターズ（2016年 - 2017年）美術監督
- ヒナまつり（2018年）美術監督　※吉原俊一郎と連名
- ジョジョの奇妙な冒険 黄金の風（アニメ）（2018年）美術監督

※吉原俊一郎と連名
- 妖怪学園Y 〜Nとの遭遇〜（2019年 - ）美術監督